# Alex Dobre
Mihai-Alexandru Dobre (30 d'agost de 1998) és un futbolista professional romanés que juga de centrecampista per l'AFC Bournemouth anglés.